# Caravelí (provincie)
Caravelí is een Peruaanse provincie. Samen met zeven andere provincies vormt Caravelí de regio Arequipa. De provincie heeft een oppervlakte van 13.139 km² en heeft 40.904 inwoners (2015). De hoofdplaats van de provincie is het district Caravelí.
De provincie grenst in het noorden aan de regio Ayacucho, in het oosten aan de provincies La Unión, Condesuyos en Camaná, in het zuiden aan de Grote Oceaan en in het westen aan de regio Ica.

## Bestuurlijke indeling
De provincie Caravelí is opgedeeld in 13 districten, UBIGEO tussen haakjes:
- (040302) Acarí
- (040303) Atico
- (040304) Atiquipa
- (040305) Bella Unión
- (040306) Cahuacho
- (040301) Caravelí, hoofdplaats van de provincie
- (040307) Chala
- (040308) Chaparra
- (040309) Huanuhuanu
- (040310) Jaqui
- (040311) Lomas
- (040312) Quicacha
- (040313) Yauca

Arequipa · Camaná · Caravelí · Castilla · Caylloma · Condesuyos · Islay · La Unión